# Колумна
Колумна (лат. columna, у преводу значи „стуб”) је у новинарству стубачни текст писан у првом лицу једнине с нескривеном иронијом и чак сатиричним карактеристикама. Писац колумне је колумниста.
Жанровски се сврстава у чланке мишљења, а оно што га издваја и разликује од, рецимо, коментара је то што коментар може бити једнократан док се код колумне подразумева периодичност у објављивању. Блог, који је настао у скорије време и развио се са појавом и ширењем електронских комуникација и Интернета, је сличан колумни изузев онда када је дневничке природе. 
Будући да у овој врсти новинског чланка, колумниста износи своје мишљење или осврт на значајна дешавања у друштву колумна је као и остали чланци мишљења, често прожета извесном дозом субјективности.
Резервисана је само за најистакнутије ауторе, сталне или „гостујуће” колумнисте. Обично је на сталном месту у листу, сталног формата (понекад на два ступца), са сталним наднасловом. Фотографију понекад замењује карикатура аутора.
Пулицерова награда за коментар се додељује за новински чланак написан у форми колумне.